# التطهير: فوضى
التطهير 2 (The Purge: Anarchy) هو فيلم حركة ورعب وإثارة أمريكي من تأليف وإخراج جيمس ديمانكوا. هو تتمة لفيلم سنة 2013 التطهير. من بطولة فرانك جريلو وكارمن ايوجو وزاك جيلفورد وكيلي سانشيز ومايكل كينيث ويليامز. في الفيلم يحاول زوجان النجاة في الشوراع بعد ان تتعطل سيارتهم عند بدأ مراسم التطهير.
صدر الفيلم في 18 يوليو، 2014. تلقى مراجعات متبانية من النقاد، مع ذلك اقروا انه يمثل تحسن عن الفيلم الأول. 56% من المراجعات جائت إيجابية على موقع الطماطم الفاسدة بناء على 85 مراجعة نقدية، مع إجماع بالرأي: «شجاع ومخيف وطموح بشكل غير مألوف، التطهير: فوضى يمثل تحسنا طفيفاً على سابقه، لكنه لا يزال غير ذكي أو رنان كما يحاول ان يكون.» على ميتاكريتيك حاصل على تقييم 100/49، بناء على 31 مراجعة.